# 定位置停止装置

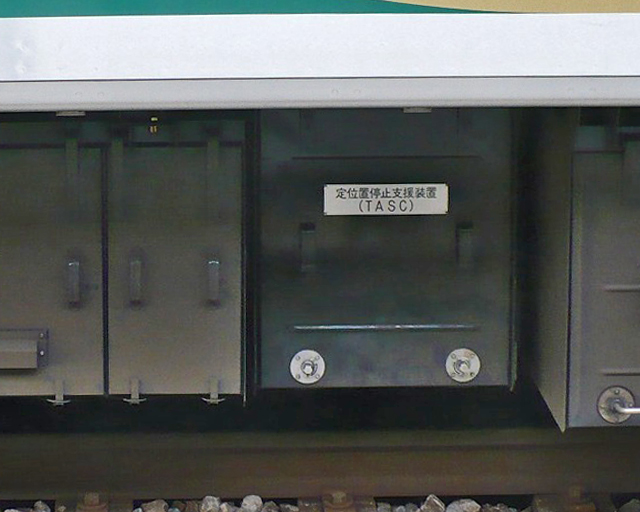
東急7000系の定位置停止支援装置 (TASC)

定位置停止装置（ていいちていしそうち、TASC:Train Automatic Stop-position Controller）は、列車が駅に停車する際に自動的にブレーキをかけてプラットホームの定位置に停止させるための運転支援装置である。「定位置停止支援装置」とも呼ばれる。

## 解説

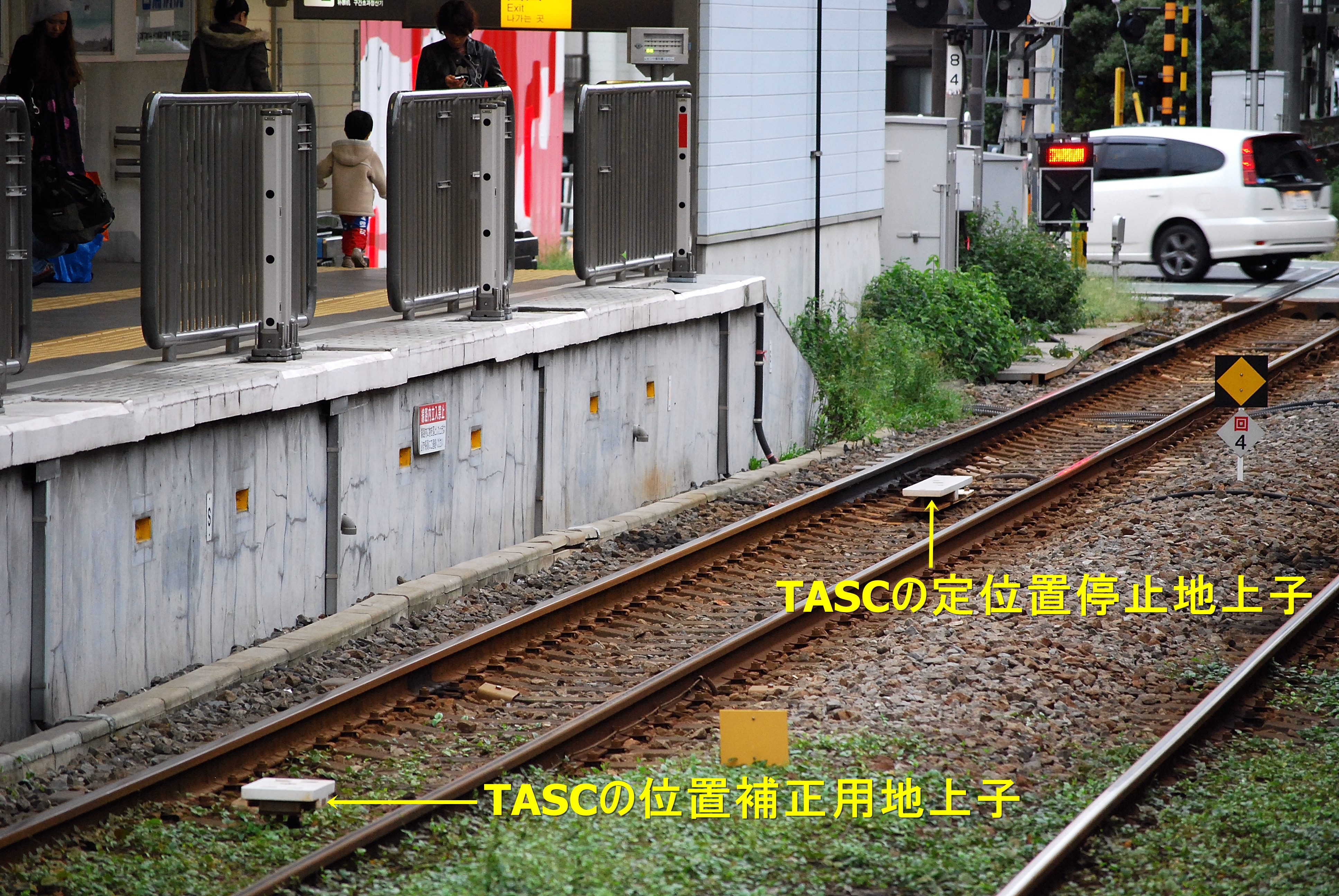
東急多摩川線で使用されている、定位置停止支装置 (TASC) の位置補正用地上子（無電源地上子）と定位置停止地上子（有電源地上子）。

もともとは1950 - 1960年代に開発が進められたが、ブレーキの応答性などの問題や、必要性が薄い（一般に、列車が駅に停車する際には、停止目標を中心にある程度の範囲内に停車すれば支障がない）ことから、当時は実用化されることはなかった。
その後、1970年代後半より自動列車運転装置 (ATO) の機能の一部として、新設の地下鉄や新交通システムなどで導入が始まった。既存の鉄道においても、ワンマン運転化に伴うホームドアや触車防止センサーなどの導入により、停止時に列車側とホーム側の扉位置を整合させる必要性が生じてきたため、ATOを設置するほどでもない、あるいはATOによる自動運転がなじまない路線（主に踏切、降雨や降雪による滑走が考えられる地上区間）を中心にTASCが普及しつつある。
基本的なシステムとしては、ATOと同じく、駅手前の一定区間外方に3つの位置補正用地上子（無電源地上子）と駅の停止位置に定位置停止地上子（有電源地上子）を設置しており、1番外方に設置してある位置補正用地上子から、停止位置までの距離情報を受信すると、車上側に停止位置までの速度パターン（TASC防護パターン）を発生させ、そのパターンに追随するようにブレーキパターン制御を行い、列車の減速（ブレーキ）制御が行われ、停止位置（定位置停止地上子の位置）まで列車を自動的に停止させる、また、車両のブレーキには迅速な応答性が求められるため、電気指令式ブレーキを装備する車両がほとんどである。

## 使用路線
（ATO導入路線は関連項目を参照）
- 東日本旅客鉄道（JR東日本）
  - 山手線
    - 全駅ホームドア設置に向けて導入された。最初に導入されたのは、2010年の恵比寿駅である。これは、同駅や目黒駅において先行してホームドアを導入し、試験していたためである。

  - 京浜東北線・根岸線
    - 山手線同様、ホームドア設置に向けて導入された。

  - 中央・総武緩行線
    - 山手線同様、ホームドア設置に向けて導入された。

  - 横浜線
    - スマートホームドア設置に伴い導入された。

  - 南武線
    - ホームドア設置に向けて導入された。

  - 相鉄線直通列車（羽沢横浜国大駅）
    - 開業時から導入されている。詳細は後述。

  - 中央線快速（東京駅 - 西八王子駅間）
  - 青梅線（立川駅 - 拝島駅）
    - グリーン車導入に伴う停止位置変更とホームドア設置により、停止位置精度の向上のため導入された。

  - JR東日本ではTASCを「定位置停止支援装置」と位置付けているため、TASC制御は停止位置から150mほど手前に設置された地上子から制御が始まり、運転士はTASC制御が開始されるまでに45-55km/hまで初動のブレーキをかけたうえで停車することが多い。
- 東京地下鉄（東京メトロ）
  - 銀座線
    - 銀座線は日本初のTASC導入路線である[3]。1993年に完了した体質改善（車両の更新・打子式ATSからCS-ATCへの保安装置の更新）に際し、最高速度・駅進入速度の引き上げによる運転間隔の短縮および輸送力増強が計画されたが、ホーム有効長が編成長ぎりぎりの駅が多いことからオーバーラン防止のため導入された[3]。
- 東京都交通局（都営地下鉄）
  - 新宿線
- 東急電鉄・横浜高速鉄道
  - 東横線・みなとみらい線
    - 全線で使用[4]。

  - 目黒線 ・東急新横浜線
    - 全線で使用。また、相互直通運転を行う東京メトロ南北線・埼玉高速鉄道線および都営地下鉄三田線はATOが導入されているが、目黒線は地上区間が主体でATOによる自動運転にはなじまないことやコスト面などから、定位置停止機能のみが導入された。車上装置については、ATO装置の一部機能である定位置停止機能を使用したTASC（TASCモード）を使用。目黒駅でATOの自動運転機能が解除され、東急線内ではTASCモードに切り替わる。

  - 池上線・東急多摩川線
    - ワンマン運転化の際、固定式ホーム柵と触車防止センサーを組み合わせた安全装置とセットで導入された。ただし、駅停車時のブレーキ操作は運転士の手動ブレーキが優先であり、ブレーキに遅れや不足が生じた場合に本装置がバックアップする[5]。
- 東武鉄道
  - 伊勢崎線（東武スカイツリーライン、北千住駅 - 北越谷駅間）
    - 相互直通運転を行う東京メトロ日比谷線が20m級の電車への統一に伴いホームドア設置とATO化を実施したことによる。なお導入は当該区間の緩行線側に限られ、急行線側は西新井駅を除く各駅へのホームドア設置のみで従来どおりの手動運転を行っている。

  - 東上線（池袋駅・和光市駅 - 志木駅間・川越駅）
    - 相互直通運転を行う地下鉄有楽町線・副都心線の和光市駅ホーム（2・3番線）にホームドアが設置されたことによる。なお、有楽町線・副都心線では東京メトロの新CS-ATCと共にATOが導入されているが、東上線では東武ATC (T-DATC)（2015年6月12日までは東武ATS）のみの手動運転である。そのため、東京メトロによる和光市駅ホームドア設置に伴い、東上線からの東京メトロ有楽町線・副都心線直通電車は、和光市駅での定位置停車の必要性が生じた。東京メトロのATOの地上側設備の一部を利用して[要出典]、東武鉄道側でTASCが導入された。車上装置については、東急目黒線の事例と同様、ATO装置の一部機能の定位置停止機能のみ使用したTASC（TASCモード）を使用。ATC/ATS切り替えスイッチを「東武」（東武ATC/ATS）の位置の状態で、手動・ATO/TASC切り替えスイッチを「ATO/TASC」側にして[要出典]、保安装置のT-DATCと併用してTASCを使用している。さらに、2016年2月の東上線和光市駅1・4番線のホームドア設置工事（使用開始は3月26日）[6]に伴い、東上線側の和光市駅1・4番線にもTASCが導入された[要出典]。車両側でも、地下鉄直通対応の9000系・9050系・50070系に加え、地上線専用の10000系・10030系や30000系・50000系・50090系にもTASCが搭載された[要出典]。 和光市駅手前の志木駅3・4番線および朝霞台駅と朝霞駅の上り内線（3番線）の池袋方および池袋駅の寄居方には、青地で白文字の「TASC確認」の標識が設置されている。また、和光市駅の東上線側の駅直前にオレンジ色地で白文字の「TASC制御」の標識が設置された。なお、当初は和光市3番線側の駅直前に設置されたが、1・4番線にも追加設置された。川越駅にも2018年3月17日にホームドアが使用開始（ホームドア本体の設置工事は2018年2月に実施）[7]されたことにより、TASCが使用開始され、池袋駅においても、2018年4月～2019年12月にかけてホームドアが順次設置された[8]ことに伴い、TASCの使用も開始された。池袋駅の全てのホームでTASCが使用されている。その後、池袋－志木間のホームドア整備が発表され[9]、ホームドア整備に合わせてTASCが順次導入されている。
- 西武鉄道
  - 西武有楽町線（小竹向原駅）
    - 東京メトロ副都心線開通に伴い、前述の和光市駅と同様、小竹向原駅にホームドアが設置されたことによる。なお、前述の和光市駅の事例と異なり、併用している保安装置はATCを使用している。手前の新桜台駅にはTASCランプ点灯の確認を促す標識がある。
- 小田急電鉄
  - 小田原線（新宿駅 - 伊勢原駅間）
  - 多摩線（五月台駅 - 唐木田駅間）
  - 江ノ島線（相模大野駅 - 藤沢駅間、藤沢駅 - 片瀬江ノ島駅間）
- 相模鉄道 (S-TASC)
  - 相鉄本線（海老名駅以外）
  - 相鉄いずみ野線
  - 相鉄新横浜線
    - 羽沢横浜国大駅開業に伴い導入され、12000系および相鉄の一部の編成のほか、JR東日本E233系電車（7000番台）もこれに対応している。なお、相鉄新横浜線のみならず相鉄全線での使用も2021年5月29日より8000系の一部編成を除き開始された。[10][11]
    - 車両面ではS-TASC対応車両にATS-P/TASC統合装置を搭載し、運用開始当初にはTASC搭載車と非搭載車を区別する必要があるため、TASC搭載車の運転台には「S-TASC動作」とのテプラが貼付られている。なお、全編成のTASC使用開始に伴い、順次テプラは剥がされている。
    - 運転面では、相鉄線のTASCはJR東日本と同様、あくまでホームドア設置に伴い定位置停止を目的として設置されたものであり、自動停車が主たる目的ではないことから、停止位置約150m手前に設置された地上子から制御を開始し、運転士はTASC制御を開始するまでに45-55km/hまで初動のブレーキをかけ、停車することが多い。
- 首都圏新都市鉄道
  - つくばエクスプレス
    - 開業当初よりATO運転のほか、TASC運転にも対応していた[12]。ATO運転では朝ラッシュ時の先行列車に接近した追従運転時、度重なる車内信号の現示変化に柔軟な対応が難しく、乗り心地が低下していた[13]。このため、2014年1月から朝ラッシュ時の守谷駅 - 北千住駅間はTASC運転を実施している[13]。
- 名古屋臨海高速鉄道
  - あおなみ線
    - 新設路線であり、ワンマン運転と可動式ホーム柵（金城ふ頭駅のみホームドア）の採用に伴い導入された。
- 東海旅客鉄道
  - 中央線（名古屋駅7・8番線）[14]
    - 開口幅の狭い可動柵とともに供用する。
- 京阪電気鉄道
  - 京津線（御陵駅）
- 大阪市高速電気軌道 (Osaka Metro)